# Nösslinge församling
Nösslinge församling var en församling i Göteborgs stift, Varbergs kommun i Hallands län. Församlingskyrka var Nösslinge kyrka. Församlingen uppgick 2002 i Himledalens församling

## Administrativ historik
Församlingen har medeltida ursprung.
Församlingen var till 1962 annexförsamling i pastoratet Valinge, Stamnared, Skällinge och Nösslinge. Från 1962 till 2002 var den annexförsamling i pastoratet Grimeton, Rolfstorp, Hunnestad, Gödestad, Skällinge och Nösslinge. Församlingen uppgick 2002 i Himledalens församling tillsammans med övriga församlingar i pastoratet.
Församlingskod var 138303.